# KFT
KFT oder Kraftfahrzeugtechnik: Technische Zeitschrift des Kraftfahrwesens war eine monatlich erscheinende Fachzeitschrift in der Deutschen Demokratischen Republik über technische Entwicklungen in der Kraftfahrzeugindustrie. Die Zeitung ging aus Neues Kraftfahrzeug Fachblatt hervor, das 1951 in KFZ Fachblatt (Berlin-Borsigwalde/Mainz: Verlag für Wirtschaft, Transport und Verkehr) und die KFT (Verlag Technik, Berlin-Mitte) aufgespalten wurde.
Herausgeber war die Kammer der Technik. Sie bildete den Redaktionsbeirat der KFT, dem zahlreiche Ingenieure, darunter auch der Sachbuchautor Horst Ihling angehörten. Der Schwerpunkt lag auf wissenschaftlichen Berichten aus Forschung und Entwicklung im Kraftfahrzeugbau, nicht selten mit volkswirtschaftlichem Fokus. Dabei wurde auch westliche Technik besprochen, sofern es sich um innovative Entwicklungen handelte. Thematisch befasste man sich jedoch vor allem mit der Entwicklung des Kraftfahrzeugbaus in der DDR und dem sozialistischen Ausland. Ab den 1960er Jahren gehörten zudem Fahrzeugbeurteilungen und Instandhaltungshinweise zum Profil der KFT. Im Jahr 1969 ging die Redaktionsleitung von Rudolf Wolfram auf Knut Böttcher über. Die Umschlagseiten waren meist mit farbiger Reklame für Erzeugnisse der DDR bedruckt. Der Heftinhalt war schwarz-weiß, was sich erst mit der neuen Aufmachung ab Juli 1990 änderte. Bis dahin enthielt die Zeitschrift fast keine Werbung. Im Gegensatz zur beliebten, schnell vergriffenen Autozeitung Der deutsche Straßenverkehr war die KFT unproblematisch zu bekommen. Der Heftpreis betrug 1951 bis 1989 unverändert 1 DM/MDN/M. 
Die Auflage des ersten Hefts 1/1951 lag bei 15.000 Stück, sie erhöhte sich davon ausgehend kontinuierlich, vor allem ab Ende der 1960er Jahre. 1972 wurde die Marke von 100.000 Heften pro Ausgabe überschritten und 1976 waren es 140.000 Hefte pro Ausgabe.
Mit modernisierter Aufmachung, deutlich angehobenem Heftpreis und viel Werbung im Heft-Innenteil stellte sich die auflagenstarke Zeitschrift dem Übergang in die Marktwirtschaft und wurde vom Bauer Verlag übernommen. Das Profil als Fachzeitschrift wurde dabei verlassen, man habe sich von „professoraler Schreibe“ und „schwer zu deutenden Diagrammen“ lösen wollen. Die Fachlichkeit sei ein Feigenblatt gewesen, um Faszination und Autobegeisterung in der DDR keinen Raum zu geben. Jedoch wollte man der Tradition der KFT treu bleiben, Technik zu hinterfragen und für den Leser auszuloten, wie etwas eigentlich funktioniere. Die Zeitschrift sollte nun als Spezialzeitschrift die Marktlücke zwischen „1,60-Mark-Boulevard-Auto-Zeitschriften“ und den „5,80-Mark-Hochpreisblättern“ füllen. Zunächst gelang dies auch, 1993 verkaufte die KFT nach eigenen Angaben 40.000 Exemplare pro Ausgabe in Westdeutschland.
Mit Heft 11/1993 wurde der Titel in „KFT – Die Auto-Zeitschrift“ geändert. 1999 wurde die KFT als Technik-Teil in die Auto Zeitung integriert. Die letzte Ausgabe war das Heft Nr. 16/99.
Die KFT war eine der letzten deutschen Fachzeitschriften für das Kraftfahrwesen im Allgemeinen. Die einzige noch existierende deutsche Fachzeitschrift zum Kraftfahrzeug im Allgemeinen ist die Automobiltechnische Zeitschrift (ATZ), sie wird nicht im Einzelhandel vertrieben.